# Lygus borealis
Lygus borealis är en insektsart som först beskrevs av Kelton 1955.  Lygus borealis ingår i släktet Lygus och familjen ängsskinnbaggar. Inga underarter finns listade i Catalogue of Life.